# Laurie Warder
Laurie Warder (Sydney, 23 d'octubre de 1962) és un tennista professional retirat australià.
En el seu palmarès hi ha dotze títols en categoria de dobles que li van permetre arribar al 12è lloc del rànquing de dobles. En el seu palmarès destaca el títol de dobles masculins de l'Open d'Austràlia l'any 1993 junt a Danie Visser, prèviament ja havia disputat la final del mateix torneig l'any 1987.

## Torneigs de Grand Slam

### Dobles masculins: 2 (1−1)
| Resultat  | Núm. | Any  | Torneig          | Parella      | Oponents                      | Marcador      |
| --------- | ---- | ---- | ---------------- | ------------ | ----------------------------- | ------------- |
| Finalista | 1.   | 1987 | Open d'Austràlia | Peter Doohan | Stefan Edberg Anders Järryd   | 4−6, 4−6, 6−7 |
| Guanyador | 1.   | 1993 | Open d'Austràlia | Danie Visser | John Fitzgerald Anders Järryd | 6−4, 6−3, 6−4 |

### Dobles mixts: 1 (0−1)
| Resultat  | Núm. | Any  | Torneig       | Parella     | Oponents                 | Marcador |
| --------- | ---- | ---- | ------------- | ----------- | ------------------------ | -------- |
| Finalista | 1.   | 1984 | Roland Garros | Anne Minter | Anne Smith Dick Stockton | 2−6, 4−6 |

## Palmarès

### Dobles masculins: 30 (12−18)
| Títols per superfície |
| --------------------- |
| Dura (1−5)            |
| Gespa (2−4)           |
| Terra batuda (4−3)    |
| Moqueta (0−1)         |

| Resultat  | Núm. | Data                   | Torneig                      | Superfície   | Parella           | Oponents                           | Marcador      |
| --------- | ---- | ---------------------- | ---------------------------- | ------------ | ----------------- | ---------------------------------- | ------------- |
| Finalista | 1.   | 10 de gener de 1983    | Auckland, Nova Zelanda       | Dura         | David Graham      | Chris Lewis Russell Simpson        | 6−7, 3−6      |
| Guanyador | 1.   | 9 de juliol de 1984    | Newport, Estats Units        | Gespa        | David Graham      | Ken Flach Robert Seguso            | 6−4, 7−6      |
| Finalista | 2.   | 15 d'abril de 1985     | Bari, Itàlia                 | Terra batuda | Marcel Freeman    | Alejandro Ganzábal Claudio Panatta | 4−6, 2−6      |
| Guanyador | 2.   | 20 de maig de 1985     | Florència, Itàlia            | Terra batuda | David Graham      | Bruce Derlin Carl Limberger        | 6−1, 6−1      |
| Finalista | 3.   | 10 de març de 1986     | Milà, Itàlia                 | Moqueta (i)  | Brian Levine      | Colin Dowdeswell Christo Steyn     | 3−6, 6−4, 1−6 |
| Finalista | 4.   | 4 de gener de 1987     | Adelaida, Austràlia          | Gespa        | Peter Doohan      | Ivan Lendl Bill Scanlon            | 7−6, 3−6, 4−6 |
| Finalista | 5.   | 12 de gener de 1987    | Open d'Austràlia, Austràlia  | Gespa        | Peter Doohan      | Stefan Edberg Anders Järryd        | 4−6, 4−6, 6−7 |
| Finalista | 6.   | 26 de gener de 1987    | Sydney, Austràlia            | Gespa        | Peter Doohan      | Brad Drewett Mark Edmondson        | 4−6, 6−4, 2−6 |
| Guanyador | 3.   | 13 de juliol de 1987   | Indianapolis, Estats Units   | Terra batuda | Blaine Willenborg | Joakim Nyström Mats Wilander       | 6−0, 6−3      |
| Finalista | 7.   | 27 de juliol de 1987   | Washington DC, Estats Units  | Dura         | Blaine Willenborg | Gary Donnelly Peter Fleming        | 2−6, 6−7      |
| Finalista | 8.   | 10 d'agost de 1987     | Mont-real, Canadà            | Dura         | Peter Doohan      | Pat Cash Stefan Edberg             | 7−6, 3−6, 4−6 |
| Guanyador | 4.   | 25 d'abril de 1988     | Hamburg, Alemanya Occidental | Terra batuda | Darren Cahill     | Rick Leach Jim Pugh                | 6−4, 6−4      |
| Guanyador | 5.   | 13 de juny de 1988     | Bristol, Regne Unit          | Gespa        | Peter Doohan      | Martin Davis Tim Pawsat            | 2−6, 6−4, 7−5 |
| Guanyador | 6.   | 2 de gener de 1989     | Wellington, Nova Zelanda     | Dura         | Peter Doohan      | Rill Baxter Glenn Michibata        | 3−6, 6−2, 6−3 |
| Finalista | 9.   | 1 de maig de 1989      | Múnic, Alemanya Occidental   | Terra batuda | Peter Doohan      | Javier Sánchez Balázs Taróczy      | 6−7, 7−6, 6−7 |
| Finalista | 10.  | 12 de juny de 1989     | Londres, Regne Unit          | Gespa        | Tim Pawsat        | Darren Cahill Mark Kratzmann       | 6−7, 3−6      |
| Finalista | 11.  | 7 d'agost de 1989      | Indianapolis                 | Dura         | Peter Doohan      | Pieter Aldrich Danie Visser        | 6−7, 6−7      |
| Finalista | 12.  | 18 de febrer de 1991   | Memphis, Estats Units        | Dura (i)     | John Fitzgerald   | Udo Riglewski Michael Stich        | 5−7, 3−6      |
| Guanyador | 7.   | 22 d'abril de 1991     | Montecarlo, Mònaco           | Terra batuda | Luke Jensen       | Paul Haarhuis Mark Koevermans      | 5−7, 7−6, 6−4 |
| Finalista | 13.  | 13 de maig de 1991     | Roma, Itàlia                 | Terra batuda | Luke Jensen       | Omar Camporese Goran Ivanišević    | 2−6, 3−6      |
| Guanyador | 8.   | 20 de maig de 1991     | Bolonya, Itàlia              | Terra batuda | Luke Jensen       | Luiz Mattar Jaime Oncins           | 6−4, 7−6      |
| Finalista | 14.  | 30 de setembre de 1991 | Sydney                       | Dura (i)     | Luke Jensen       | Jim Grabb Richey Reneberg          | 4−6, 4−6      |
| Finalista | 15.  | 30 de març de 1992     | Estoril, Portugal            | Terra batuda | Luke Jensen       | Hendrik Jan Davids Libor Pimek     | 6−3, 3−6, 5−7 |
| Guanyador | 9.   | 18 de maig de 1992     | Bolonya (2)                  | Terra batuda | Luke Jensen       | Javier Frana Javier Sánchez        | 6−2, 6−3      |
| Finalista | 16.  | 15 de juny de 1992     | Manchester, Regne Unit       | Gespa        | Jeremy Bates      | Patrick Galbraith David Macpherson | 6−4, 3−6, 2−6 |
| Finalista | 17.  | 4 de gener de 1993     | Adelaida (2)                 | Dura         | John Fitzgerald   | Todd Woodbridge Mark Woodforde     | 4−6, 5−7      |
| Guanyador | 10.  | 18 de gener de 1993    | Open d'Austràlia             | Dura         | Danie Visser      | John Fitzgerald Anders Järryd      | 6−4, 6−3, 6−4 |
| Guanyador | 11.  | 12 d'abril de 1993     | Niça, França                 | Terra batuda | David Macpherson  | Shelby Cannon Scott Melville       | 3−4, retirada |
| Guanyador | 12.  | 17 de maig de 1993     | Bolonya (3)                  | Terra batuda | Danie Visser      | Luke Jensen Murphy Jensen          | 4−6, 6−4, 6−4 |
| Finalista | 18.  | 10 de gener de 1994    | Sydney (2)                   | Dura         | Mark Kratzmann    | Darren Cahill Sandon Stolle        | 1−6, 6−7      |

### Dobles mixts: 1 (0−1)
| Resultat  | Núm. | Data               | Torneig               | Superfície   | Parella     | Oponents                 | Marcador |
| --------- | ---- | ------------------ | --------------------- | ------------ | ----------- | ------------------------ | -------- |
| Finalista | 1.   | 28 de maig de 1984 | Roland Garros, França | Terra batuda | Anne Minter | Anne Smith Dick Stockton | 2−6, 4−6 |

## Trajectòria

### Dobles masculins
| Open d'Austràlia | 2R  | SF    | 2R    | SF    | NC    | F     | 1R    | 3R    | 1R    | 2R    | 3R    | G     | 1R   | 1 / 12    | 26 − 11   |
| Roland Garros | A   | 3R    | 3R    | 2R    | 2R    | QF    | 3R    | 2R    | 2R    | QF    | QF    | 1R    | 1R   | 0 / 12    | 19 − 12   |
| Wimbledon | A   | 1R    | 1R    | 2R    | QF    | 3R    | 2R    | QF    | 2R    | 2R    | 3R    | 3R    | 1R   | 0 / 12    | 16 − 12   |
| US Open | A   | A     | 2R    | A     | 1R    | 2R    | QF    | 1R    | 3R    | 2R    | 1R    | 1R    | A    | 0 / 11    | 8 − 8     |
| Total Victòries−Derrotes                                                                                                   | 5−6 | 21−20 | 30−31 | 21−22 | 17−22 | 49−29 | 35−21 | 40−25 | 16−25 | 43−34 | 34−32 | 28−27 | 5−16 | 344 − 310 | 344 − 310 |
| Rànquing a final d'any | −   | 105   | 73    | 91    | 78    | 18    | 29    | 28    | 83    | 12    | 30    | 28    | 247  |           |           |
| Llegenda: G: Guanyador; F: Finalista; SF: Semifinalista; QF: Quarts de final; Q: Qualificació; A: Absent; RR: Round Robin; |     |       |       |       |       |       |       |       |       |       |       |       |      |           |           |